# Beach City (Texas)
Beach City è un centro abitato degli Stati Uniti d'America, situato nella contea di Chambers dello Stato del Texas.

## Geografia fisica
Beach City è situata a 29°42′09″N 94°51′46″W (29.702527, -94.862789).
Secondo lo United States Census Bureau, ha un'area totale di 4,4 miglia quadrate (11 km²).

## Società

### Evoluzione demografica
Secondo il censimento del 2000, c'erano 1.645 persone, 623 nuclei familiari, e 490 famiglie residenti nella città. La densità di popolazione era di 370,9 persone per miglio quadrato (143,0/km²). C'erano 714 unità abitative a una densità media di 161,0 per miglio quadrato (62,1/km²). La composizione etnica della città era formata dal 95,62% di bianchi, l'1.58% di afroamericani, lo 0,12% di nativi americani, lo 0,06% di asiatici, l'1.76% di altre razze, e lo 0,85% di due o più etnie. Ispanici o latinos di qualunque razza erano il 4,74% della popolazione.
C'erano 623 nuclei familiari di cui il 35,6% avevano figli di età inferiore ai 18 anni, il 70,5% erano coppie sposate conviventi, il 6,1% aveva un capofamiglia femmina senza marito, e il 21,2% erano non-famiglie. Il 16,2% di tutti i nuclei familiari erano individuali e il 6,1% aveva componenti con un'età di 65 anni o più che vivevano da soli. Il numero di componenti medio di un nucleo familiare era di 2,64 e quello di una famiglia era di 2,97.
La popolazione era composta dal 25,8% di persone sotto i 18 anni, il 7,0% di persone dai 18 ai 24 anni, il 28,0% di persone dai 25 ai 44 anni, il 29,8% di persone dai 45 ai 64 anni, e il 9,4% di persone di 65 anni o più. L'età media era di 40 anni. Per ogni 100 femmine c'erano 103,8 maschi. Per ogni 100 femmine dai 18 anni in giù, c'erano 102,5 maschi.
Il reddito medio di un nucleo familiare era di 70.104 dollari, e quello di una famiglia era di 75.439 dollari. I maschi avevano un reddito medio pro capite di 55.268 dollari contro i 33.750 dollari delle femmine. Il reddito medio pro capite era di 28.421 dollari. Circa il 2,8% delle famiglie e il 4,0% della popolazione erano sotto la soglia di povertà, incluso il 3,8% di persone sotto i 18 anni e lo 0,8% di persone di 65 anni o più.